# Instalaza Alcotán-100
El Alcotán-100, también designado como Alcotán C-100, o simplemente C-100, es un sistema lanzacohetes polivalente desarrollado y fabricado por la empresa española Instalaza. También puede lanzar un tipo de proyectil guiado, lo que podría considerarse también como un lanzamisiles. Es lanzable desde el hombro, sin retroceso y transportable por un solo hombre para uso de la infantería. El sistema ALCOTAN-100 ha sido desplegado exitosamente en diversos conflictos.  

## Descripción
El Alcotán-100 está formado por dos componentes principales:
1. La dirección de tiro (reutilizable)
2. La munición (desechable)

### Dirección de tiro
La dirección de tiro optrónica reutilizable, denominada VOSEL, le proporciona al Alcotán-100 y al Instalaza C-90 una elevada probabilidad de impacto en el blanco.
La dirección de tiro VOSEL dispone de total capacidad día/noche, telemetría láser, sensor de desplazamiento lateral del blanco, y presentación del punto futuro.
Está formada por los siguientes componentes:
- Módulo de visión

Modo de visión diurna/nocturna: la dirección de tiro está dotada de una mira óptica que mediante la activación de un tubo intensificador de imagen de 3ª generación permite la identificación del blanco a una distancia de hasta 1.200 m de noche.
- Módulo de telemetría

Un telémetro láser de clase 1, con de 2.000 m de alcance, determina la distancia a la que se encuentra el blanco.
- Módulo de orientación

Un sensor triaxial proporciona datos para determinar el desplazamiento angular del blanco.
- Módulo de presentación

Muestra al tirador la información generada por la dirección de tiro (mensajes, cruz de seguimiento, punto futuro, y alza de combate).
- Módulo de cálculo

Incorpora la electrónica que gestiona todas las funciones de la dirección de tiro:
1. Verifica el estado de la dirección de tiro (auto-test).
2. Identifica el tipo de munición y la temperatura a la que esta se encuentra.
3. Recibe la información de los módulos de telemetría y de orientación.
4. Elabora la información recibida, siguiendo las tablas de tiro incorporadas para los diferentes tipos de munición.
5. Calcula la situación del blanco (punto futuro).
6. Transmite la información del punto futuro al módulo de presentación, que lo muestra a través del ocular.

La realización de todas estas funciones, incluido el seguimiento del blanco se realizan en menos de 3 s. El proceso de elaboración y cálculo dura menos de 0,03 s .
- Módulo de alimentación

Consta de una batería recargable de 12 V.
- Módulo de seguridad y disparo

Contiene los elementos de seguridad que controlan la habilitación de la dirección de tiro para que el tirador realice el disparo.
- Elementos externos

Controles, guía de acoplamiento con el tubo y elementos de conexión.

### Munición
La munición está formada por:
- El tubo contenedor/lanzador

Sirve para transportar el proyectil y dispararlo, es el único elemento desechable. Está fabricado con fibras y resinas, diseñado para soportar las influencias ambientales externas y la presión interna que produce la fase de lanzamiento. Se acopla a la dirección de tiro mediante una guía y un conector. También dispone de tapas protectoras que cierran el tubo hasta el momento del disparo, una correa de transporte y apoyos para el tirador.
- El motor de lanzamiento
- El proyectil

#### El proyectil
El proyectil es propulsado por cohete de combustible sólido. Tiene tres tipos de munición específicos para diferentes blancos:
- Antitanque. ALCOTAN-AT (M2). Peso 10,5 kg. Alcance 600 m. Penetración	700 mm (ERA + acero de blindaje)
- Antiblindaje/fragmentación. ALCOTAN-BIV (M2). Peso 10 kg. Alcance 600 m. Penetración	400 mm (acero de blindaje)
- Antibúnker. ALCOTAN-ABK (M2).  Peso 9,8 kg. Alcance 600 m. Penetración 170 mm (acero de blindaje). 350 mm (hormigón)

Además pueden dispararse desde espacios cerrados (nota: con considerables riesgos para el tirador, no es un verdadero sistema CS -confined space-).

## Usuarios
España
- Ejército de Tierra de España:

Más de 500 lanzacohetes, junto con casi 300 direcciones de tiro, 23 simuladores y 53 entrenadores. La versión inicial Alcotán-100 está en proceso de sustitución por la Alcotán-100 (M2).
 Perú
Más de 100 lanzacohetes.
 Ucrania
- Fuerzas Armadas de Ucrania.

 Pakistán
Adquirió en 2017 158 miras VOSEL y 1413 lanzacohetes.

### Desarrollos relacionados
- Instalaza C-90
- Instalaza\MBDA ALCOTAN-NG[4]

### Armas similares
- IMI Shipon B-300
- NLAW
- Panzerfaust 3
- LAW 80
- SMAW Mk 153
- Carl Gustaf

### Listas relacionadas
- Anexo:Materiales del Ejército de Tierra de España
- Anexo:Materiales de la Infantería de Marina Española